# Meta qianshanensis
Espèce
Meta qianshanensis est une espèce d'araignées aranéomorphes de la famille des Tetragnathidae.

## Distribution
Cette espèce est endémique du Liaoning en Chine,.

## Étymologie
Son nom d'espèce, composé de qianshan et du suffixe latin -ensis, « qui vit dans, qui habite », lui a été donné en référence au lieu de sa découverte, le Qianshan.

## Publication originale
- Zhu & Zhu, 1983 : A new species of spider of the genus Meta (Araneae: Araneidae). Journal of the Bethune Medical University, vol. 9, suppl., p. 139-140.